# Người Oroch
người Oroch (tiếng Nga О́рочи), Orochon, hay Orochi (tự gọi: Nani) là một dân tộc tại Nga nói tiếng Oroch (Orochon) thuộc nhóm Nam của Ngữ hệ Tungus. Theo điều tra năm 2002, có 686 người Oroch tại Nga.
Người Oroch xưa kia định cư ở phần phía nam của Khabarovsk Krai, Nga và ven các sông Amur và Kopp. Vào thế kỷ XIX, một số người của dân tộc này thiên di đến Sakhalin. Vào đầu thập niên 1930, quận dân tộc Orochi được hình thành, song đã bị hủy bỏ sau đó "do không có cư dân bản địa".
Bởi dân tộc này chưa từng có chữ viết, họ tiếp nhận giáo dục bằng tiếng Nga. Ngôn ngữ của họ là tiếng Oroch đang bên bờ tuyệt diệt. Họ theo Shaman giáo, Chính Thống giáo Nga, và Phật giáo.